# Operation Albion
Operation Albion var en tysk land- och marinoperation som ägde rum mellan den 12 och 20 oktober 1917. Målet för operationen var ockupationen av de estniska öarna Ösel, Dagö och Moon som då tillhörde den ryska republiken. Operationen slutade med framgångsrikt för tyskarna som tvingade försvararna att överge öarna och tog över 20 000 krigsfångar.
Invasionsflottan utgjordes av tio slagskepp, tio kryssare och ett 60-tal jagare samt minsvepare, ubåtar och över 100 flygplan. Anfallsstyrkan som bestod av 28 500 man med 5 000 hästar transporterades på 21 lastfartyg och ett stort antal pråmar dragna av bogserbåtar.

## Operationen
Ösel var det första anfallsmålet. Landstigningen började i gryningen den 12 oktober med att slagskeppen besköt ryska kustbatterier på ön, som försvarades av 14 000 ryska soldater. Minhotet var överhängande och två av slagskeppen skadades när de intog sina utgångslägen. 

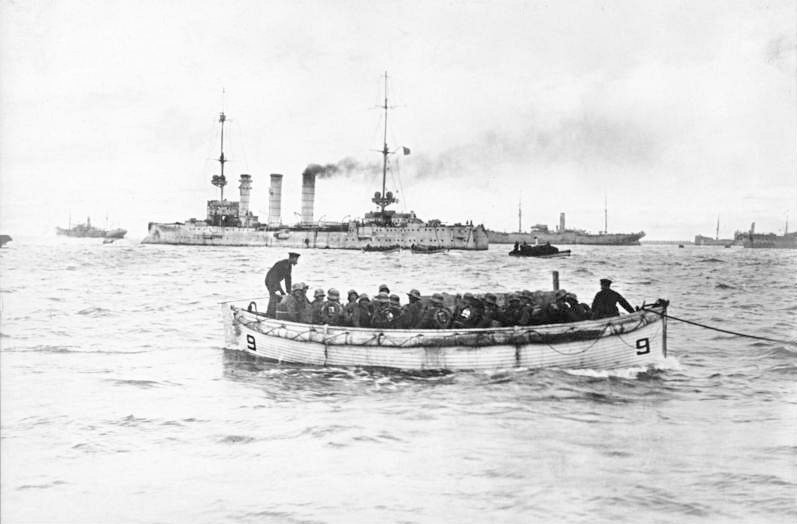
Landsättning av tyska trupper i oktober 1917. I bakgrunden.

I skydd av kustbeskjutningen roddes de första anfallsstyrkorna i land i Taggaviken på ön. Efter att dessa tagit ett antal batterier under förmiddagen började huvudstyrkan och dess materiel att föras i land. Striderna på Ösel varade i fyra dagar och när de sista ryska försvararna kapitulerat hade tyskarna tagit 12 000 fångar. Efter att en omfattande marinverksamhet vidtagits för att röja minor och undanröja kustartilleribefästningar säkrades ön samma dag.
Två dagar senare landsteg tyskarna även på de två andra öarna. Anfallet mot Dagö gick i början trögt och först efter två misslyckade landstigningsförsök kunde ön erövras den 20 oktober. De underlägsna ryska sjöstyrkorna försökte hela tiden fördröja tyskarna bland annat genom att blockera med spärrfartyg i de trånga och minerade farvattnen mellan öarna. I dessa strider förlorade ryssarna bland annat ett slagskepp.
I sjöstriderna deltog också två brittiska ubåtar varav den ena gick på grund när den försökte anfalla tyskarna i de besvärliga farvattnen och den andra torpederade ett transportfartyg. Den ryska Östersjöflottan var till slut tvungen att dra sig tillbaka från Moonsund efter stora förluster. Den 19 oktober hade tyskarna segrat och operationen avbröts varpå sjöstyrkan återvände till Nordsjön den 20 oktober.

## Resultat
Tyskarnas förluster utgjordes av 400 soldater samt en jagare och åtta minsvepare, nio vedettbåtar och fem flygplan, vidare skadades ett antal fartyg, bland annat tre slagskepp och två jagare. Ryssarnas förluster var fem sänkta och fem skadade örlogsfartyg samt över 20 000 fångar. Till de tyska troféerna räknades över 100 kanoner och 130 kulsprutor.  

## Slagordning

### Tyska enheter
- 42:a divisionen
- 2:a cykelinfanteribrigaden
- Specialenhet
  - Flgagskepp: Moltke
  - III-eskadern
  - IV-eskadern viceamiral Souchon
  - II Aufklärungsgruppe
  - VI Aufklärungsgruppe
  - Flagskepp: Emden
  - II-flottiljen (10 fartyg)
  - VIII-flottiljen (11 fartyg)
  - VI-flottiljen (11 fartyg)
  - X-flottiljen (11 fartyg)
  - 7:e halvflottiljen (7 fartyg)
  - U-flottiljen Kurland (6 fartyg)
  - Sperrbrechergruppe
  - II-minsveparflottiljen
  - 3:e halvflottiljen
  - 4:e halvflottiljen
  - 8:e halvflottiljen
  - 3:e S-halvflottiljen
  - S-östersjöflottiljen
  - Nätbarriärenheten i Östersjön
- Slagskepp Kaiser

### Ryska enheter
- Slagskepp: Tsesarevitj, Slava
- Pansarkryssare: Admiral Makarov
- Jagare: Desna, Novik, Pobeditel, Zabijaka, Grom, Konstantin
- Kanonbåtar: Chivinetz, Grozyashchi
- Blockfartyg: Lavwija
- Minläggare: Pripjat